# Scytodes tyaiamiri
Scytodes tyaiamiri är en spindelart som beskrevs av Cristina A. Rheims och Antonio D. Brescovit 2006. Scytodes tyaiamiri ingår i släktet Scytodes och familjen spottspindlar. Inga underarter finns listade i Catalogue of Life.